# Tresus capax
Tresus capax är en musselart som först beskrevs av Gould 1850.  Tresus capax ingår i släktet Tresus och familjen Mactridae. Inga underarter finns listade i Catalogue of Life.